# Lara van Niekerk
Lara van Niekerk, född 13 maj 2003, är en sydafrikansk simmare.

## Karriär
I juni 2022 vid VM i Budapest tog van Niekerk brons på 50 meter bröstsim. I juli och augusti 2022 vid samväldesspelen i Birmingham tog hon guld på både 50 och 100 meter bröstsim och noterade i första grenen ett nytt mästerskapsrekord. I december 2022 vid kortbane-VM i Melbourne tog van Niekerk silver och noterade ett nytt afrikanskt rekord på 50 meter bröstsim.